# Lijst van rijksmonumenten in Diependal
De plaats Diependal telt 10 inschrijvingen in het rijksmonumentenregister. Hieronder een overzicht.
| Object                                                              | Oorspronkelijke functie? | Bouwjaar                       | Architect | Locatie          | Coördinaten?                  | Nr.?   | Afbeelding        |
| ------------------------------------------------------------------- | ------------------------ | ------------------------------ | --------- | ---------------- | ----------------------------- | ------ | ----------------- |
| Langgerekt pand van vakwerk en baksteen                             | Woonhuis                 | 18e-19e eeuw                   |           | Diependalsweg 1  | 50° 45' 55" NB, 5° 54' 37" OL | 39124  | Meer afbeeldingen |
| Witgeverfd huis van vakwerk                                         | Woonhuis                 | 18e eeuw                       |           | Diependalsweg 5  | 50° 45' 54" NB, 5° 54' 33" OL | 39125  | Meer afbeeldingen |
| Witgeverfde huizen van vakwerk en plaatselijk in baksteen vernieuwd | Boerderij                | 18e eeuw                       |           | Diependalsweg 3  | 50° 45' 55" NB, 5° 54' 33" OL | 39126  | Meer afbeeldingen |
| Huis van vakwerk                                                    | Appartementengebouw      | 18e-19e eeuw                   |           | Diependalsweg 9  | 50° 45' 54" NB, 5° 54' 26" OL | 39127  | Huis van vakwerk  |
| Huis van vakwerk, met een bakstenen stal                            | Boerderij                | 18e-19e eeuw                   |           | Diependalsweg 11 | 50° 45' 54" NB, 5° 54' 26" OL | 39128  | Meer afbeeldingen |
| Vakwerkhuis met nieuwe topgevel van baksteen                        | Boerderij                | 18e eeuw                       |           | Diependalsweg 13 | 50° 45' 54" NB, 5° 54' 25" OL | 39129  | Meer afbeeldingen |
| Hoeve van vakwerk en met planken beklede topgevel                   | Boerderij                | 18e eeuw                       |           | Diependalsweg 2  | 50° 45' 56" NB, 5° 54' 36" OL | 39130  | Meer afbeeldingen |
| Hoeve van vakwerk en baksteen                                       | Boerderij                | 18e eeuw                       |           | Diependalsweg 4  | 50° 45' 56" NB, 5° 54' 35" OL | 39131  | Meer afbeeldingen |
| Vakwerkhuis met aanbouw van vakwerk en losse vakwerkschuur          | Boerderij                | 18e eeuw-eerste helft 19e eeuw |           | Diependalsweg 8  | 50° 45' 50" NB, 5° 54' 13" OL | 39132  | Meer afbeeldingen |
| Vakwerkschuur                                                       | Boerderij                | 19e eeuw                       |           | Diependalsweg 1C | 50° 45' 53" NB, 5° 54' 33" OL | 448990 | Meer afbeeldingen |